# Please Please Please (album)
Please Please Please debitantski je album od američkog skladatelja, producenta i pjevača Jamesa Browna i glazbenog sastava "the Famous Flames", objavljen 1959.g. od diskografske kuće "King". Na albume se nalaze dva velika Brownova hita "Try Me" i naslovna skladba "Please Please Please".

## Popis pjesama
1. "Please, Please, Please" 2:47
2. "Chonnie-On-Chon" 2:13
3. "Hold My Baby's Hand" 2:14
4. "I Feel That Old Feeling Coming On" 2:35
5. "Just Won't Do Right" 2:37
6. "Baby Cries Over the Ocean" 2:38
7. "I Don't Know" 2:48
8. "Tell Me What I Did Wrong" 2:23
9. "Try Me" 2:33
10. "That Dood It" 2:29
11. "Begging, Begging" 2:54
12. "I Walked Alone" 2:43
13. "No, No, No, No" 2:15
14. "That's When I Lost My Heart" 2:52
15. "Let's Make It" 2:27
16. "Love or a Game" 2:15